# The Number of the Beast
The Number of the Beast (с англ. — «Число зверя») — третий студийный альбом британской хэви-метал-группы Iron Maiden. Альбом был выпущен 22 марта 1982 года на лейбле EMI. На дочернем лейбле EMI альбом был отштампован для выпуска в США. Позже, альбом был переиздан в США на лейбле Sanctuary Records. Этот альбом стал дебютной работой Брюса Дикинсона в Iron Maiden.
Из всех песен альбома, «The Number of the Beast», «Run to the Hills» и «Hallowed Be Thy Name» включены в сет-лист каждого концерта группы; двумя последними часто заканчиваются выступления. Эти песни являются самыми известными из всего репертуара Iron Maiden. Все три песни были выпущены как синглы.
В поддержку альбома был проведён тур The Beast on the Road
The Number of the Beast — один из двух альбомов Iron Maiden, попавших в список «1001 Albums You Must Hear Before You Die».
В 2011 году пластинка заняла второе место в списке величайших хэви-метал альбомов всех времен по мнению читателей интернет-издания Music Radar. В 2012 году в опросе, проведённом компанией HMV, The Number of the Beast был назван лучшим британским альбомом за последние 60 лет.

## История
The Number of the Beast стал дебютом для Брюса Дикинсона в Iron Maiden. Начиная с этого альбома (а также — с тура The Beast on the Road) «The Beast» стало одним из прозвищ для группы и её маскота Эдди. Это слово было использовано в названии некоторых пластинок: Best of the Beast, Beast over Hammersmith — и в названии DVD Visions of the Beast.
Альбом содержит только одну песню, написанную при участии барабанщика Клайва Барра. В том числе поэтому данный альбом отличается от предыдущих работ группы. The Number of the Beast стал первым альбомом, в создании песен которого принимал участие Эдриан Смит, и первым с «новыми» работами Стива Харриса (его старый стиль был создан для различных музыкантов и в различное время) — вся система создания песен кардинально отличалась от предыдущей. Также этот альбом стал первым, в создании песен которого не фигурировал Дэйв Мюррей. В этом альбоме нет ни одной инструментальной композиции.
Репортажи в музыкальной прессе того времени содержали истории о необъяснимых явлениях во время записи альбома. Освещение в студии самопроизвольно отключались, и в студии образовывались «пятна холода». Все события достигли кульминации, когда продюсер альбома Мартин Бёрч попал в автокатастрофу и получил счёт на сумму 666.66 фунтов.

## Особенности списка музыкантов
Согласно некоторым интервью с Брюсом Дикинсоном, он был вовлечён в создание некоторых песен с альбома. Так как у Дикинсона ещё действовал контракт с его предыдущей группой, он не мог быть указан в списке музыкантов на обложке пластинки. Дикинсон принял участие в создании песен «Children of the Damned», «The Prisoner» и «Run to the Hills».

## Отзывы и противоречия
Альбом был подвергнут резкой критике со стороны социальных консерваторов, в частности, в США. Из-за названия пластинки в США Iron Maiden стали называть «сатанинской группой», а басиста и автора заглавной песни альбома Стива Харриса — «смехотворным». Тур в поддержку альбома The Beast on the Road сопровождался бойкотами и протестами. Однако «The Number of the Beast» получил хорошие отзывы от фанатов и был признан ими одним из лучших в творчестве группы.
В официальной рецензии Allmusic говорится, что «The Number of the Beast» — возможно, один из величайших хеви-метал альбомов, когда-либо выпускавшихся. Альбом занял 17-ю позицию в списке «100 величайших альбомов всех времён» журнала Guitar World. В 2000 году журнал Q поставил альбом на 100-е место в списке «100 величайших британских альбомов всех времён», а год спустя этот же журнал поместил альбом в список «50 тяжелейших альбомов всех времён». В 2006 году Q поставил пластинку на 40-е место в списке «40 лучших альбомов 80-х». BBC включил этот альбом в их цикл «Классические альбомы».
IGN назвал альбом «третьим величайшим альбомом всех времён».
Metal-Rules.com назвал альбом «вторым величайшим альбомом всех времён».
Пластинка также была включена EMI в список «Альбомов, изменивших рок-историю».

## Обложка
Подобно всем обложкам альбомов Iron Maiden, выпущенных в 80-х и начале 90-х, обложка «The Number of the Beast» была оформлена Дереком Риггсом. Обложка была представлена участникам группы ещё в 1981 году как обложка к синглу Iron Maiden «Purgatory». Однако группа сочла обложку слишком сложной и насыщенной для обычного сингла и поэтому не приняла такой вариант, оставив эту альтернативу на будущее. Таким образом, эта обложка стала таковой для альбома «The Number of the Beast».
Обложка оригинального издания 1982 года включает в себя голубое небо на заднем плане; оно получилось из-за сбоя в работе принтеров и позже было исправлено на серое в переиздании альбома 1998 года.
Также обложка альбома была поводом для осуждений, особенно в Америке — из-за лирики заглавной песни альбома и изображения Сатаны, управляемым Эдди.
Обложка неоднократно пародировалась. Так, кроссовер-трэш группа Stormtroopers of Death сделала кавер на обложку в своём альбоме «Bigger than the Devil», а Нью-Йоркский хип-хоп лейбл «Uncle Howie Records» сделал футболки на тему обложки.
В 2011 году обложка альбома заняла шестое место в списке лучших обложек альбомов всех времен по мнению читателей интернет-издания Music Radar.

## Лирика альбома
После выхода пластинки многие думали, что Iron Maiden были сатанистами — из-за заглавной песни альбома. Но на самом деле песня была написана после ночного кошмара Стива Харриса, накануне просмотревшего фильм «Омен 2: Дэмиен». В то время как Харрис испугался ночного кошмара, он также счёл его забавным, что и вылилось в основную тематику альбома.
«Children of the Damned» основана на мотивах фильмов «Деревня проклятых» и одноимённом ремейке 1964 года, идеи которых, в свою очередь, были взяты из книги Джона Уиндема «The Midwhich Cuckoos». В радиопередаче «Bruce Dickinson Rock Show» Дикинсон рассказал Ронни Джеймсу Дио, что «Children of the Damned» была вдохновлена песней Black Sabbath «Children of the Sea».
Название, а также идея вступления для песни «The Prisoner» были взяты из одноимённого британского телешоу — в нём использовался диалог, использовавшийся в начале песни. Род Смоллвуд (менеджер Iron Maiden) должен был позвонить Патрику Макгуэну и получить разрешение на использование диалога в песне. Согласно рассказам очевидцев, обычно спокойный Смоллвуд был взволнован, общаясь со звездой. Макгуэн сказал: «Как, вы сказали, называется группа? Iron Maiden? За дело.» Позже Iron Maiden использовали похожий приём в песне «Back in the Village» из альбома Powerslave.
«22 Acacia Avenue» является «логическим продолжением» песни «Charlotte the Harlot» из альбома Iron Maiden.
Заглавный трек альбома начинается со спокойного монолога, предположительно взятого из Библии короля Якова. Человек, произносящий эти слова — актёр Барри Клейтон.

## Список композиций
| # | Оригинальное название   | Музыка / Слова           | Время |
| - | ----------------------- | ------------------------ | ----- |
| 1 | Invaders                | Стив Харрис              | 3:24  |
| 2 | Children of the Damned  | Стив Харрис              | 4:35  |
| 3 | The Prisoner            | Эдриан Смит, Стив Харрис | 6:03  |
| 4 | 22 Acacia Avenue        | Эдриан Смит, Стив Харрис | 6:37  |
| 5 | The Number of the Beast | Стив Харрис              | 4:50  |
| 6 | Run to the Hills        | Стив Харрис              | 3:54  |
| 7 | Gangland                | Эдриан Смит, Клайв Барр  | 3:48  |
| 8 | Hallowed Be Thy Name    | Стив Харрис              | 7:12  |

| # | Оригинальное название    | Музыка / Слова                       | Время |
| - | ------------------------ | ------------------------------------ | ----- |
| 1 | Total Eclipse            | Дэйв Мюррей, Стив Харрис, Клайв Барр | 4:25  |
| 2 | Remember Tomorrow (live) | Пол Ди'Анно, Стив Харрис             | 5:29  |

| # | Оригинальное название   | Музыка / Слова                       | Время |
| - | ----------------------- | ------------------------------------ | ----- |
| 1 | Invaders                | Стив Харрис                          | 3:24  |
| 2 | Children of the Damned  | Стив Харрис                          | 4:35  |
| 3 | The Prisoner            | Эдриан Смит, Стив Харрис             | 6:03  |
| 4 | 22 Acacia Avenue        | Эдриан Смит, Стив Харрис             | 6:37  |
| 5 | The Number of the Beast | Стив Харрис                          | 4:50  |
| 6 | Run to the Hills        | Стив Харрис                          | 3:54  |
| 7 | Gangland                | Эдриан Смит, Клайв Барр              | 3:48  |
| 8 | Total Eclipse           | Дэйв Мюррей, Стив Харрис, Клайв Барр | 4:25  |
| 9 | Hallowed Be Thy Name    | Стив Харрис                          | 7:12  |

## Участники записи
Iron Maiden:
- Брюс Дикинсон — вокал
- Дэйв Мюррей — гитара
- Эдриан Смит — гитара, бэк-вокал
- Стив Харрис — бас-гитара, бэк-вокал
- Клайв Барр — ударные

Технический персонал:
- Мартин Бёрч — продюсер
- Найджел Хьюитт-Грин — инженер
- Род Смолвуд — менеджер группы
- Росс Халфин — фотограф
- Дерек Риггз — художник, оформление обложек
- Саймон Хейуорт — цифровое переиздание на CD
- Даг Холл — продюсер цифрового переиздания на CD
- Джордж Чин — дополнительные фотоматериалы
- Роберт Эллис — дополнительные фотоматериалы
- Денис О’Риган — дополнительные фотоматериалы